# 아리랑 (1956년)
《아리랑》은 대한민국의 잡지이다.

## 설명
1955년 아리랑사에서 임진수가 건전한 대중문화의 향상과 보급을 위하여 창간한 잡지. 월간잡지.
삼중당(三中堂) 사장 서재수(徐載壽)가 서울특별시 종로구 관훈동에서 아리랑사의 이름으로 발행하였는데, 판형은 A5판, 300면 내외였다.
이 잡지는 건전한 대중문화의 향상, 보급에 뜻을 두고, 주로 영화배우를 비롯한 가수 등의 연예가 주변 이야기와 아울러 야구·권투선수 등 독자들의 관심거리인 스포츠계의 흥미로운 기사들을 많이 싣는 한편, 천세욱(千世旭)·조흔파(趙欣坡) 등의 명랑소설류를 연재하였다.
얼마 있다가 A5판에서 B5판으로 바꾸어 매호 300여 면씩 펴내었던 이 잡지는 대중들로부터의 반응이 좋아 창간호가 3만부나 판매되었고, 5월호인 제3호가 5만부, 제4호가 8만부나 판매되는 등 당시 독자들의 인기가 대단하였다.
시인인 김규동(金奎東)이 주간을 맡았고, 임진수(林眞樹)가 편집장이었던 이 잡지는, 1963년 통권 100호부터 전무이며 발행인의 사위인 이월준(李月俊)이 맡아 서울특별시 중구 필동 1가로 편집실을 옮기고 삼중당으로부터 독립하게 되었다.
이때부터 체재를 혁신하여 1958년에 제정된 인기있는 우수 연예인들에게 수상하였던 ‘아리랑 독수리상’의 시상식도 매년 화려하게 베풀어졌다.
그러나 발행인의 경영 미숙으로 1967년 11월에는 소년세계사가 판권을 인수하여 발행하게 되었다. 그 뒤 1970년 9월호부터는 박세준(朴世準)에 의하여 ‘가정종합생활지’를 표방하면서 계속 발행되었다.
그러나 독자들의 냉대로 김삼룡(金三龍)에게 발행권이 이양되면서 점점 편집의 질이 떨어져 1980년 7월, 정부의 사회정화시책에 의하여 폐간되고 말았다.
1955년(창간), 1980년 7월(폐간)